# Filipijnse nachtzwaluw
De Filipijnse nachtzwaluw (Caprimulgus manillensis) is een vogel uit de familie van de nachtzwaluwen (Caprimulgidae).

## Beschrijving
De nachtzwaluw is 24 cm en lijkt sterk op de Horsfields nachtzwaluw, maar is kleiner, de lichte vlekken op de slagpennen zijn niet wit maar okerkleurig en de witte plek op de kin bestaat uit twee afzonderlijke witte vlekken. Deze nachtzwaluw en de sulawesinachtzwaluw werden voor de jaren 1990 als ondersoorten beschouwd.

## Verspreiding en leefgebied
De broedgebieden van de Filipijnse nachtzwaluw liggen verspreid in de Filipijnen, waar het een endemische vogelsoort is. Het is een vogel van gebieden met struikgewas, bamboebosjes en naaldbos, in de bergen tot 2000 m boven de zeespiegel.

## Status
Het is niet overal een algemene vogel, maar er is geen aanleiding te veronderstellen dat de soort in aantal achteruit gaat. Om deze redenen staat deze nachtzwaluw als niet bedreigd op de Rode Lijst van de IUCN.